# Gonospora ormieri
Gonospora ormieri is een soort in de taxonomische indeling van de Myzozoa, een stam van microscopische parasitaire dieren. Het organisme komt uit het geslacht Gonospora en behoort tot de familie Urosporidae. Gonospora ormieri werd in 1978 ontdekt door Porchet.